# Bánh cưới
Bánh cưới là loại bánh được phục vụ trong lễ cưới  theo truyền thống theo sau bữa ăn tối. Một số vùng ở Anh, bánh cưới được phục vụ tại bữa ăn sáng đám cưới, vào buổi sáng sau lễ cưới. Ở văn hóa phương Tây hiện đại, bánh dùng để trình diễn và phục vụ đón tiếp khách mời. Theo truyền thống, bánh cưới mang may mắn cho toàn bộ khách khứa tham dự và cặp đôi cô dâu và chú rể. Bánh cưới còn được đặt làm và trang trí theo ý thích và nhu cầu phù hợp của cặp đôi cô dâu chú rể.